# Marco Insteyo Bitínico
Marco Insteyo Bitínico (en latín: Marcus Insteius Bithynicus; † 186) fue un senador romano que vivió en el siglo II y desarrolló su carrera política bajo Antonino Pío, Marco Aurelio y Cómodo.

## carrera política
Su único cargo conocido fue el de consul suffectus para el nundinum de octubre a diciembre de 162.
Después, fue admitido en el colegio de los Hermanos Arvales, en el que estaba activo en 186, bajo Cómodo, constando su fallecimiento en ese año.
Fue enterrado en lacolonia Salernum, en la Regio I de Italia,  donde está constatado su epitafio, cuyo desarrollo es el siguiente:

.

D(is) M(anibus) /

M(arco) Insteio /

Bithynico /

co(n)s(uli) 4